# Nabuchodonozor I
Nabuchodonozor I, właśc. Nabu-kudurri-usur I (akad. Nabu-kudurrī-uṣur, tłum. „Nabu strzeż mego najstarszego syna”) – czwarty król Babilonii z II dynastii z Isin, syn i następca Ninurty-nadin-szumi; panował przez 22 lata (1126-1105 p.n.e.).
Jego zwycięstwo w wojnie z Elamitami, którzy od pokoleń byli jednym z największych zagrożeń dla Babilonii, uczyniło z niego jedną z najważniejszych postaci w historii Babilonii, o niemal legendarnym statusie podobnym do tego, jaki osiągnął przed nim Sargon Wielki. Kulminacyjnymi punktami wojennej kampanii przeciw Elamowi, rządzonemu przez Huttelusz-Inszuszinaka, były bitwa nad rzeką Ulai i odzyskanie posągu kultowego boga Marduka, zabranego przez Elamitów ze zdobytego Babilonu w 1155 r. p.n.e. Chociaż zwycięstwo nad Elamem nie zakończyło się trwałym pokojem, to odzyskanie posągu boga zdecydowanie poprawiło morale Babilończyków i zapewniło sławę ich władcy.
Za panowania Nabuchodonozora I stosunki z Asyrią pozostawały napięte. Kronika synchronistyczna wspomina o nadgranicznych starciach pomiędzy obu państwami. Latem 1125 roku p.n.e. armia babilońska wkroczyła do Asyrii i obległa przygraniczną fortecę Zanki. Aszur-resza-iszi I wystąpił przeciw niemu. Doszło do bitwy, która wprawdzie nie przyniosła zwycięstwa żadnej ze stron, ale zmusiła Nabuchodonozora do wycofania.
W swych inskrypcjach Nabuchodonozor I przedstawia siebie jako wielkiego budowniczego, który odnowił liczne świątynie w całej Babilonii. Nie jest wykluczone, iż wywyższenie boga Marduka do pozycji najważniejszego bóstwa babilońskiego panteonu nastąpiło właśnie za panowania tego władcy. Według późniejszych źródeł Nabuchodonozor I uczynił miasto Babilon królewską stolicą.